# XviD
XviD je MPEG-4 video codec otvorenog koda originalno baziran na OpenDivX codec-u. XviD je nastao kao rezultat volonterskog rada programera po gašenju OpenDivX projekta u srpnju 2001.
Značajke XviD codeca su:
- b-frames
- quarter pixel motion compensation
- global motion compensation
- lumi masking
- Trellis quantization, H.263, MPEG i prilagodljive kvantizacijske matrice

Glavni XviD-ov takmac je DivX (riječ XviD je nastala time što se riječ DivX napisala unatraške). XviD je softver otvorenog koda, dok se DivX može nabaviti u besplatnoj inačici (ali kao zatvoreni kod), ili kao DivX Pro, što je komercijalna inačica, koja navodno brže sažima materijal.

## Poveznice
- DivX
- Sažimanje (kompresija) podataka